# Straight, No Chaser (compositie)
Straight, No Chaser is een jazzstandard gecomponeerd door Thelonious Monk. Het werd voor het eerst opgenomen in de studio van Blue Note Records in 1951 en het jaar daarop uitgebracht op Genius of Modern Music: Volume 2. Monk nam het nummer verscheidene malen opnieuw op. Het is een van zijn meest door anderen gespeelde composities.

## Oorspronkelijke versie
Het oorspronkelijke nummer had een twaalfmatig bluesschema in B♭, waarin Thelonious Monk op piano creatief gebruik maakte van chromatische toonladders. Hierdoor is het nummer te vergelijken met Blue Monk, een gelijksoortig bluesnummer van Monk dat ook in B♭ werd opgenomen. De opname van 23 juli 1951 begint met een melodie op de drums door Art Blakey, gevolgd door energiek solospel van Thelonious Monk. Andere solo's worden uitgevoerd door Sahib Shihab op altsaxofoon en Milt Jackson op vibrafoon. Naast Blakey op de drums bestaat de ritmesectie uit Al McKibbon op contrabas. Deze versie verscheen in mei 1952 samen met Four in One op een 78-toerensingle bij Blue Note Records (catalogusnummer 1589).
Muziekcriticus Mark C. Gridley beschrijft Straigh, No Chaser als volgt:

Monk employed simple compositional devices with very original results. His 'Straight, No Chaser' involves basically only one idea played again and again, each time in a different part of the measure and with a different ending. The shifting accents reflect a craftsmanship which can produce depth in simplicity.
(Monk boekt met eenvoudige compositie-elementen zeer originele resultaten. Zijn Straight, No Chaser bestaat in principe uit slechts één idee dat opnieuw en opnieuw gespeeld wordt, telkens in een ander deel van de maat en met een ander einde. De verschuivende accenten weerspiegelen hoe vakmanschap diepte in eenvoud kan creëren.)
—  Mark C. Gridley - Jazz Styles: History and Analysis

## Andere versies
Thelonious Monk maakte verscheidene opnamen van het nummer, zowel in de studio als op livepodia. Het gelijknamige album Straight, No Chaser bevat een versie die in juni 1959 werd opgenomen met Thad Jones op kornet, Sam Jones op contrabas en Art Taylor op de drums.
Overzicht
- Genius of Modern Music: Volume 2 (1952)
- Mulligan Meets Monk (1957) met Gerry Mulligan
- 5 by Monk by 5 (1959)
- Monk in Tokyo (1963)
- Miles & Monk at Newport (1963)
- Live at the It Club (1964)
- Live at the Jazz Workshop (1964)
- Straight, No Chaser (1967)

### Covers
Straight, No Chaser werd een populaire jazzstandard en werd door veel artiesten gecoverd. Miles Davis nam Straight, No Chaser in 1958 op voor zijn album Milestones. Hij gebruikte een bluesschema in F in plaats van in B♭. In 1988 bracht de jazzzangeres Carmen McRae een vocale versie van het nummer uit, met tekst van Sally Swisher. Zij noemde het nummer Get it Straight.
Overzicht
- Miles Davis - Milestones (1958)
- Miles Davis - 1958 Miles (1958)
- Miles Davis - Miles & Monk at Newport (1958)
- Cannonball Adderley - The Cannonball Adderley Quintet in San Francisco (1959)
- Gil Evans - Great Jazz Standards (1959)
- Bud Powell - Bouncing with Bud (1962)
- Bill Evans - What's New (1969)
- Quincy Jones - The Quintessence (1961)
- Oliver Nelson - Sound Pieces (1966)
- Oliver Nelson - Stolen Moments (1975)
- Carmen McRae - Carmen Sings Monk (1988)
- Keith Jarrett - Bye Bye Blackbird (1991)
- Keith Jarrett - at the Blue Note (1994)
- Keith Jarrett - My Foolish Heart (2001)
- David Benoit - Standards (2006)
- Bruce Hornsby - Camp Meeting (2007)